# Jho Low
Low Taek Jho (chinesisch 刘特佐; Kurzname: Jho Low) (* 4. November 1981 in George Town auf Penang) ist ein malaysischer Investor und strafrechtlich international gesuchter Finanzbetrüger. Er war zudem durch den Kauf der Staatsbürgerschaft von Zypern ein Bürger der Europäischen Union, bis diese Einbürgerung im Oktober 2020 widerrufen wurde.

## Leben
Low absolvierte das Eliteinternat Harrow School in London. Dort kam er in Kontakt mit Riza Aziz, dem Stiefsohn des späteren malaysischen Premierministers von 2009 bis 2018 Najib Razak.

## Berufliche Karriere
Ab 2009 war er Berater für den malaysischen Staatsfonds 1Malaysia Development Berhad (1MDB).
Low kultivierte das Image des unermesslich reichen Finanzinvestors. Er kaufte Kunstgemälde in der Höhe von mehr als 250 Millionen Dollar, verschenkte Luxusschmuck oder Gemälde, verkehrte mit Film- oder Modestars, veranstaltete exklusive Partys oder kaufte die Superyacht Equanimity. 2013 war er zusammen mit dem Amerikanischen Immobilienmogul Steve Witkoff und dem Abu Dhabi Investment Fund am Kauf des Park Lane Hotel in New York beteiligt.

## Verdacht auf Veruntreuung
Ab 2015 eröffneten Justizbehörden in mehreren Ländern Strafuntersuchungen u. a. wegen des Verdachts auf Veruntreuung und Geldwäsche in der Höhe von ungefähr 4 Milliarden Dollar im Zusammenhang mit dem Staatsfonds 1MDB. Er konnte sich bis jetzt (November 2024) der Strafverfolgung entziehen.
2017 leitete das US-Justizministerium die Beschlagnahmung von Vermögenswerten in der Höhe von ungefähr 540 Millionen Dollar ein. U. a. musste Leonardo DiCaprio ein von Low erhaltenes Gemälde von Pablo Picasso den US-Behörden ausliefern.

## Biographie
- Tom Wright, Bradley Hope: Billion Dollar Whale. The Man Who Fooled Wall Street, Hollywood, and the World. 2018. ISBN 978-0-316-43650-2